# Aulus Minuci Terme
Aulus Minuci Terme (llatí: Aulus Minucius Thermus) va ser un magistrat romà del segle i aC. Formava part de la branca plebea de la gens Minúcia.
Va ser acusat dues vegades i, defensat per Ciceró, sempre va ser absolt. No se sap de quin delicte va ser acusat. Segons Ciceró, la seva absolució va provocar alegria al poble, i sens dubte va exercir algunes magistratures entre elles la de pretor (en any desconegut). Devia ser el mateix Terme que l'any 65 aC quan era curator de la Via Flamínia, va ser candidat a cònsol, però no va sortir elegit.